# Johann Brukner
Johann Brukner, magyaros írásmóddal Bruckner János (Brukner János) (Nagyszeben, 1712 – Nagyapold, 1765. január 24.) evangélikus lelkész.

## Élete
Polgári szülőktől származott. 1732 végén Halléba ment, ahol 1736-tól a királyi pedagogiumban tanítóként  működött. 1739-ben Wittenbergben magiszterré avatták. 1740-ben visszatért szülőföldjére, ahol előbb iskolai aligazgató, 1746. október 1-jén pedig igazgató lett. 1750. augusztus 19-én nagyapoldi lelkésszé választották.

## Munkái
- Dissertatio academica de lucta facultatis adpetitivae inferioris et superioris. Wittebergae, 1739.

Kéziratban maradt: Dissertationes philosophicae varii argumenti, quas praeside Joh. Brukner defenderunt ordinis latini primi membra, Halae in Paedagogio regio, semestri hiemali 1738, semestri aestiva, 1739. (a nagyszebeni könyvtárnak ajándékozta.)